# Daniel Sullivan (hockeista su ghiaccio)
Daniel Anthony Sullivan (Scarborough, 26 aprile 1987) è un ex hockeista su ghiaccio canadese naturalizzato italiano, di ruolo difensore.

## Carriera

### Club
Sullivan, dopo essere cresciuto nella lega giovanile canadese OPJHL con i Pickering Panthers, trascorse quattro stagioni presso la Niagara University ed esordì nel professionismo, giocando 5 partite, con i Reading Royals al termine della stagione 2008-09. Quell'estate si trasferì per andare a giocare nella Serie A italiana. Nella stagione 2008-2009 militò nella SG Cortina, giocando 30 partite per un totale di 8 punti.
Nel 2010 firmò invece per l'HC Val di Fassa, squadra con cui giocò le due stagioni successive raccogliendo 40 punti ottenuti in 72 incontri disputati. In vista della stagione 2012-2013 cambiò ancora squadra, trasferendosi all'Asiago Hockey. Al termine della stagione Sullivan vinse il primo scudetto in carriera, bissando il successo due anni dopo. Nella stagione successiva, approdò all'Asiago anche il fratello Mike, che debuttò nella finale di Supercoppa (vinta contro il Renon) che lo stesso Daniel, per la prima volta capitano della squadra a causa dell'assenza di Dave Borrelli, alzò al cielo.

### Nazionale
Già in possesso del passaporto italiano, Sullivan esordì con la maglia della Nazionale azzurra nel 2011, in occasione di alcuni incontri dell'Euro Ice Hockey Challenge. Prese parte anche ai mondiali di Prima Divisione 2013. Nel 2014 partecipò al campionato mondiale disputatosi in Bielorussia, risultando uno dei migliori azzurri della competizione. L'anno seguente prese parte al mondiale di Prima Divisione disputatosi in Polonia.

## Palmarès

### Club
- Campionato italiano: 2

Asiago: 2012-2013, 2014-2015
- Supercoppa italiana: 2

Asiago: 2013, 2015
- College Hockey America: 1

Niagara University: 2007-2008

### Individuale
- Top 3 Player on Team del Campionato mondiale di hockey su ghiaccio: 1

Bielorussia 2014